# Лосось Кларка
Лосось Кларка или красногорлый лосось (лат. Oncorhynchus clarkii) — вид лучепёрных рыб из семейства лососёвых (Salmonidae). Встречается по западному побережью Северной Америки от Аляски до Калифорнии, образуя проходные и жилые эндемичные формы. Акклиматизирован в Японии и Австралии. Лосось Кларка — популярная рыба, особенно среди рыболовов, которые любят ловить рыбу нахлыстом. Из-за отличительных красных полосок на нижней стороне нижней челюсти, похожих на надрезы, данный вид рыб получил название «красногорлой». Видовое название дано в честь Уильяма Кларка, американского исследователя и одного из организаторов экспедиции Льюиса и Кларка.
Лосось Кларка обычно обитает и размножается в чистых, хорошо насыщенных кислородом мелких реках с гравийным дном. Также они размножаются в чистых, холодных, умеренно глубоких озерах. Некоторые группы прибрежных лососей Кларка — потамодромы.
Некоторые подвиды перечислены как находящиеся под угрозой исчезновения в их естественной среде обитания из за потери среды обитания и интродукции неместных видов. Два подвида O. c. alvordensis и O. c. macdonaldi уже считаются вымершими. Красногорлую форель также выращивают в рыбоводных хозяйствах для восстановления популяции в их естественной среде обитания, а также для поддержки рыболовства. Несколько видов и подвидов красногорлой форели являются официальной государственной рыбой в семи западных штатах США.

## Таксономия
Впервые был замечен в 1541 году испанским исследователем Франсиско де Коронадо в реке Пекос неподалеку от Санта-Фе, Нью-Мексико. Предполагается, что был Oncorhynchus clarkia virginalis. Впервые этот вид был описан в журналах исследователя Уильяма Кларка по образцам, полученным во время экспедиции Льюиса и Кларка из реки Миссури возле Грейт-Фолс, штат Монтана, и это, скорее всего, была Oncorhynchus clarkii lewisi. В ходе экспедиции вид лосося получил название Salmo clarkii в честь Уильяма Кларка. В 1836 году типовой экземпляр Salmo clarkii был описан натуралистом Джоном Ричардсоном. До 1960-х годов O. c. lewisi и O. c. bouvieri были объединены в один подвид: Salmo clarkii lewisii. Позже биологи разбили эту группу на два подвида.

### Список подвидов
- Oncorhynchus clarkii clarkii[2];
- Oncorhynchus clarkii crescenti[5];
- Oncorhynchus clarkii alvordensis[6]†
- Oncorhynchus clarkii utah[7];
- Oncorhynchus clarkii humboldtensis[8];
- Oncorhynchus clarkii henshawi[9];
- Oncorhynchus clarkii ssp[5][8][10];
- Oncorhynchus clarkii seleniris[10];
- Oncorhynchus clarkii behnkei[11];
- Oncorhynchus clarkii lewisi[11];
- Oncorhynchus clarkii macdonaldi[12]†
- Oncorhynchus clarkii bouvierii[13];
- Oncorhynchus clarkii pleuriticus[14];
- Oncorhynchus clarkii stomias[15];
- Oncorhynchus clarkii virginalis[16].

## Описание
Лосось Кларка имеет веретенообразное тело, цвет которого варьируется от серебристого до жёлто-зелёного цвета, с красным оттенком на передней и боковых сторонах головы. Их окраска может варьироваться от золотистого до серого и зелёного на их хребте. На теле, плавниках и голове расположены многочисленные чёрные пятна без светлой каёмки. На горле обычно заметны чёткие красные полоски вдоль челюсти. Красногорлую форель обычно можно отличить от радужной форели по наличию базибранхиальных зубов у основания языка и верхней челюсти. В зависимости от подвида, штамма и среды обитания большинство из них имеют характерные красные, розовые или оранжевые линейные отметки вдоль нижней части нижней челюсти в нижних складках жаберных пластинок. Благодаря данным отметкам данный вид рыб получил название «красногорлый». Впервые данное название было придумано Чарльзом Холлоком в «Американском рыболове». Эти отметки не являются уникальными для вида. Некоторые популяции Oncorhynchus mykiss irideus и Oncorhynchus mykiss gairdneri также имеют красноватые или розовые полосы на горле.
В зрелости различные виды и подвиды могут иметь длину от 15 до 102 см и веса от 0,9 до 2,3 кг в зависимости от среды обитания и питания. Крупнейший подвид данной рыбы является Oncorhynchus clarkii henshawi. В идеальных условиях достигает веса до 3.63 кг. Мировой рекорд — 99 см и 19 кг.